# 표윤명
표윤명(表允明, 1967년 2월 22일 (음력 2월 3일) ~ , 대한민국 충청남도 예산군 출생)은 대한민국의 소설가이다. 2004년 제7회 심훈문학상, 2005년 제10회 웅진문학상을 수상하였으며, 단편으로 <설렘> <풀> <천변살롱> 등이 있다. 장편으로는 <항일(抗日)> <백제의 미소(微笑)> <위작(僞作)> 외 다수가 있다. 